# أنيا ألثاوس
أنيا ألثاوس (بالألمانية: Anja Althaus) مواليد 3 سبتمبر 1982 في ماغديبورغ، هي لاعبة كرة يد ألمانية. مثلت منتخب ألمانيا لكرة اليد للسيدات. شاركت في دورة الألعاب الأولمبية الصيفية سنة 2008. حققت المركز الثالث في بطولة العالم لكرة اليد للسيدات 2007.

## سجل المنافسة
شاركت في البطولات التالية:
- بطولة العالم لكرة اليد للسيدات 2011
- بطولة العالم لكرة اليد للسيدات 2013
- بطولة أوروبا لكرة اليد للسيدات 2012
- بطولة أوروبا لكرة اليد للسيدات 2014

## الميداليات
| الميدالية | المسابقة                            |
| --------- | ----------------------------------- |
| برونزية   | بطولة العالم لكرة اليد للسيدات 2007 |

## روابط خارجية
- أنيا ألثاوس على موقع الاتحاد الأوروبي لكرة اليد (الإنجليزية)
- أنيا ألثاوس على موقع اللجنة الأولمبية الدولية (الإنجليزية)
- أنيا ألثاوس على موقع أوليمبيديا (الإنجليزية)